# Miasto Čapljina
Miasto Čapljina (boś. Grad Čapljina) – jednostka administracyjna w Bośni i Hercegowinie, w kantonie hercegowińsko-neretwiańskim. W 2013 roku liczyła 26 157 mieszkańców.